# Āvadi
Āvadi (engelska: Avadi) är en ort i Indien.   Den ligger i distriktet Kancheepuram och delstaten Tamil Nadu, i den södra delen av landet, 1 800 km söder om huvudstaden New Delhi. Āvadi ligger 29 meter över havet och antalet invånare är 250 044.
Terrängen runt Āvadi är mycket platt. Runt Āvadi är det mycket tätbefolkat, med 3 369 invånare per kvadratkilometer. Närmaste större samhälle är Madras, 18,5 km öster om Āvadi. Omgivningarna runt Āvadi är en mosaik av jordbruksmark och naturlig växtlighet.